# Toni Tennille
Cathryn Antoinette Tennille (Montgomery, 8 de maio de 1940) é uma cantora, compositora e tecladista norte-americana, mais conhecida como integrante da dupla dos anos 1970, Captain & Tennille, com seu ex-marido Daryl Dragon; sua música de assinatura é "Love Will Keep Us Together". Tennille também fez um trabalho musical independente de seu marido, incluindo álbuns solo e trabalho de sessão. Sua voz tem um alcance vocal contralto, medindo mais de 2 e meia oitavas.